# Temešvár (district de Písek)
Pour les articles homonymes, voir Temešvár.
Temešvár (en allemand : Temeschwar ou Neudorf) est une commune du district de Písek, dans la région de Bohême-du-Sud, en République tchèque. Sa population s'élevait à 121 habitants en 2020.

## Géographie
Temešvár se trouve sur la rive gauche de la Vltava, à 10 km au nord-est de Písek, à 46 km au nord-nord-ouest de Ceske Budejovice et à 82 km au sud de Prague.

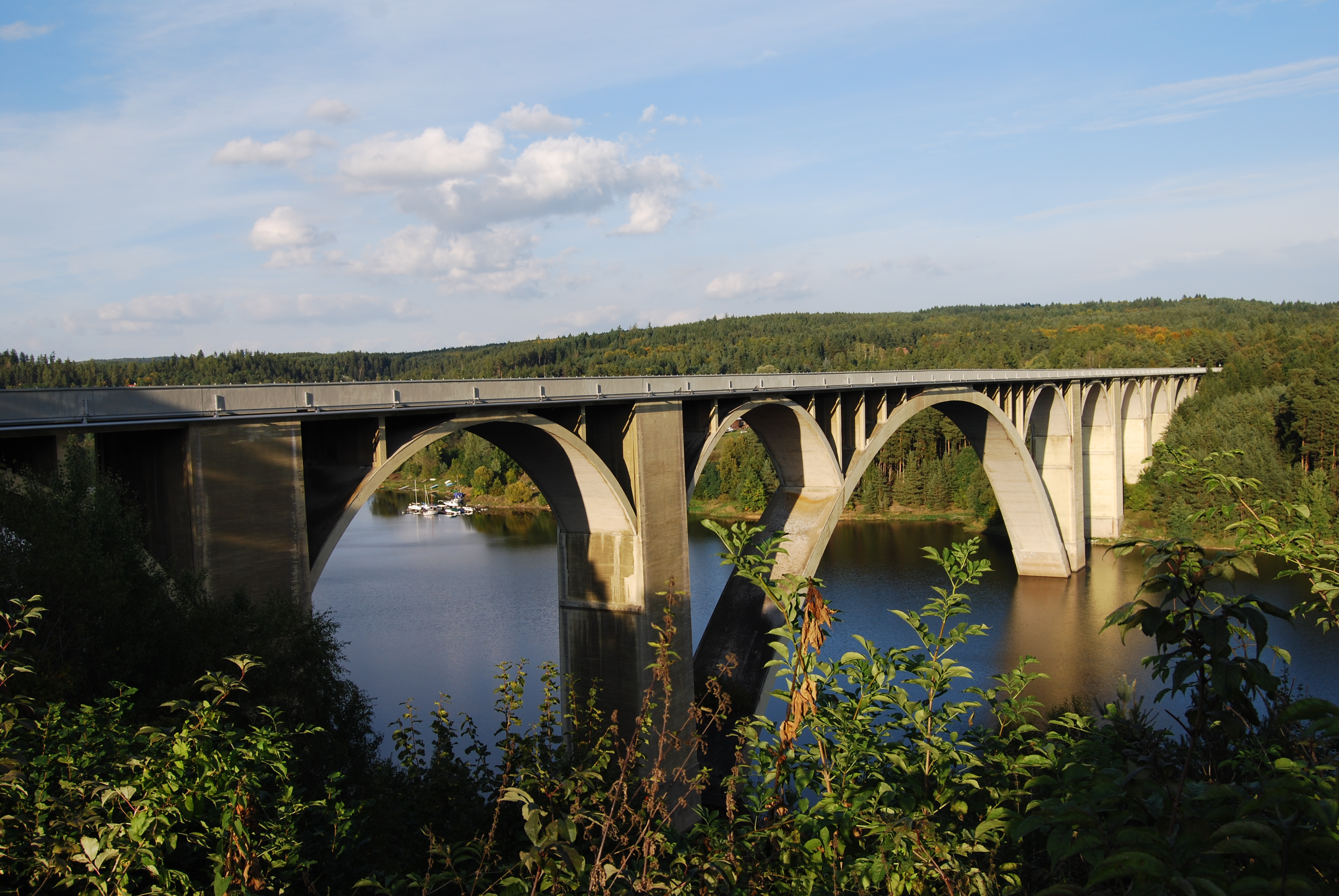
Pont sur la Vltava.

La commune est limitée par Oslov au nord, par Jetětice, Podolí I et Olešná à l'est, par Albrechtice nad Vltavou au sud et par Záhoří et Vlastec à l'ouest.

## Histoire
La première mention écrite du village date de 1737.

## Transports
Par la route, Temešvár se trouve à 11,5 km de Písek, à 56 km de České Budějovice et à 122 km de Prague.